# Benoît le Maure
Pour les articles homonymes, voir Saint Benoît, Benoît, Maure et L'Africain (homonymie).
Benoît le Maure ou Benoît le Noir ou Benoît l'Africain (San Fratello, 1526 - Palerme, 4 avril 1589) est un franciscain réformé italien reconnu saint par l'Église catholique et fêté le 4 avril.

## Biographie
Benoît l'Africain est le fils de Christophe (esclave d'origine yoruba ou éthiopienne) et Diane Manasseri devenus chrétiens. Il naît en 1526 dans le bourg de San Fratello, dit de San Fradello ou de San Philadelphio, près de Messine, en Sicile. Ses parents n'auraient accepté de le concevoir qu'à la condition qu'il soit affranchi. Benoît est un enfant dévot et au tempérament doux.
Il travaille comme aide de champs jusqu'à l'âge de 18 ans (selon certaines sources il est affranchi à cet âge tandis que d'autres affirment qu'il l'est à la naissance). Les 10 années suivantes, il gagne sa vie comme ouvrier de jour, partageant son maigre salaire avec les pauvres et consacrant son temps libre au soin des malades ou à la méditation.
De par son origine ethnique et la condition de ses parents, il essuie beaucoup de moqueries, mais répond aux humiliations avec bienveillance et dignité. Au cours d'une de ces railleries, la douceur des réponses de Benoît attire l'attention de Jérôme Lanza qui déclare : « Vous vous moquez de lui maintenant [...] mais je peux vous dire que bientôt vous entendrez de grandes choses de lui. » Peu de temps après cet incident, Benoît dispose de ses rares possessions et rejoint le petit groupe d'ermites de Jérôme Lanza, qui le prend sous sa protection.
Jérôme Lanza est un noble qui a fondé une communauté d'ermites placée sous le patronage de saint François d'Assise et approuvée par Jules III en 1550. Ceux-ci vivent à l'origine dans les collines près de Messine, puis choisissent un nouvel emplacement aux abords de Palerme. Après la mort de Lanza, Benoît devient supérieur du groupe, et la communauté prospère sous sa direction.
En 1562, la communauté est dissoute par Pie IV, qui veut affilier tous les groupes indépendants d'ermites aux ordres religieux établis. Benoît entre alors chez les frères mineurs réformés de la stricte observance au couvent des franciscains de Sainte-Marie de-Jésus, près de Palerme, où il est dit que la nourriture est multipliée miraculeusement entre ses mains. Les tâches domestiques donnent à Benoît l'occasion d'effectuer de petits actes de charité, ce qui correspond à sa nature discrète. En 1578, il est nommé, malgré lui et alors qu'il ne sait ni lire ni écrire, supérieur de l'ordre pour trois ans.
La réputation de sainteté de Benoît se répand dans le pays et attire à lui de grands groupes de laïcs et également des membres du clergé. Pour éviter une telle attention, il se déplace de nuit ou cache son visage sous sa capuche lorsque les voyages diurnes sont inévitables.
Benoît devient plus tard vicaire du couvent et maître des novices. Sa capacité à expliquer la bible impressionne prêtres et novices, autant que sa compréhension intuitive de questions théologiques complexes étonne les religieux érudits. On lui attribue même le pouvoir de lire dans les pensées des autres. Et à cause de sa grande compassion, des gens de toute l'Italie viennent lui demander conseil. Malgré cet engouement populaire, Benoît ne renonce toutefois jamais à ses pratiques austères quotidiennes d'ermite.
Vers la fin de sa vie, il demande à être relevé de ses fonctions et autorisé à retourner à son travail en cuisine. Cela n'empêche pas les gens de venir à lui, des malades, des pauvres, mais aussi des nobles, en quête de conseils et de prières. Le 4 avril 1589, à l'âge de 63 ans, Benoît contracte une maladie grave et meurt, à l'heure exacte qu'il aurait prédit.

## Culte
Benoît est enseveli dans le caveau du monastère, où de nombreux miracles lui sont attribués. Trois ans après sa mort, sa dépouille a dégagé une « odeur suave » et est restée pratiquement intacte. On lui attribue la résurrection de cinq personnes, dont celle d'un nourrisson mort dans un accident de carrosse.
En 1611, le roi Philippe III d'Espagne fait don d'un nouveau sanctuaire au couvent de Palerme. Les restes incorrompus de Benoît sont alors retirés du caveau monastique pour être exposés à la vénération publique dans le sanctuaire. Le sénat de Palerme l'avait au préalable choisi comme patron de la cité en 1602. Benoît l'Africain est béatifié le 15 mai 1743 par Benoît XIV et canonisé par Pie VII le 24 mai 1807. Il est le protecteur céleste de la ville de Palerme et le saint patron des Noirs en Amérique du Nord comme en Amérique latine. Sa fête est célébrée le 4 avril.
Le maire de Palerme, Leoluca Orlando, relance son culte en 1998 afin d'amener ses concitoyens à une vision moins étroite des relations interraciales. En 2000, son nom est donné une chaire créée par cette ville et par l'Unesco afin de promouvoir le dialogue interculturel et interreligieux.
La dévotion pour saint Benoît le Maure est particulièrement populaire en Amérique latine, en Italie, et en Espagne. Au Brésil, il est rangé dans la famille des « Saints noirs », dont on trouve notamment les représentations dans l'église Notre-Dame du Rosaire, à Salvador de Bahia ; plusieurs églises lui sont consacrées, plusieurs confréries lui sont associées et plusieurs villes lui doivent leur nom.
En juillet 2023, l'église du couvent de Santa Maria di Gesù est touchée par les incendies ravageant les abords de Palerme. Le plafond de bois est réduite en cendres. Le coffre de verre renfermant la dépouille de Benoît le Maure est lui aussi touché. Seule sa tête peut être sauvée des flammes par les pompiers. Avec ses ossements calcinés, elle est emmenée dans un autre couvent.